# Aramac
Aramac (341 habitants) est un hameau du centre du Queensland en Australie sur l'Aramac Creek à 1140 km au nord-ouest de Brisbane.
En 1850, l'éleveur et futur premier ministre du Queensland Robert Ramsey Mackenzie traversa la région. Il grava sur un arbre l'inscription «R R Mac», qui a ensuite été déformée pour donner le nom de la ville.
Aramac possède un aéroport (code AITA : AXC).

## Référence
- Statistiques sur Aramac